# Drosophila nyinyii
Drosophila nyinyii – gatunek muchówki z rodziny wywilżnowatych.
Gatunek ten został opisany w 1991 roku przez Masanoriego J. Todę na podstawie pojedynczego samca.
Muchówka o ciele długości około 1,9 mm. Głowa brązowawożółta, o policzkach węższych niż 0,1 największej średnicy oka. Mesoscutum i scutellum żółte, zaś pleura tułowia ciemnobrązowe w żółte łatki. Barwa odnóży jasnożółta, przezmianek jasnoszarawożółta, a skrzydła są przezroczyste z brązowawożółtymi żyłkami. Na przednich odnóżach samców brak zakrzywionych szczecin. Pierwsze cztery tergity odwłoka są szarawożółte z ciemną przepaską, zaś piąty i szósty prawie w całości ciemnoszare. Ciemnobrązowe są sternity piąty i szósty. Epandrium z zakrzywionym ku dołowi, w części brzusznej wąsko wydłużonym, w części grzbietowej nieco kwadratowym przedłużeniem, zaczynającym się tuż poniżej kątów przednio-brzusznych. Na trójkątnym surstylusie pięć zestawów ząbków, kolców i szczecinek. Tylna paramera tak długa jak dwupłatkowy edeagus, przednia zaś U-kształtna.
Owad znany z Mjanmy, z dystryktu Pyin U Lwin oraz z północnych Indii.